# イェウヘン・マカレンコ
イェウヘン・マカレンコ（Yevhen Makarenko 、1991年5月21日 - ）は、ソビエト連邦（現ウクライナ）・キーウ出身のプロサッカー選手。サッカーウクライナ代表。MOLフェヘールヴァールFC所属。ポジションはDF。

## 経歴

### クラブ
地元クラブであるFCディナモ・キーウのアカデミー出身。2010年7月18日、リザーブチームの試合に出場しプロデビュー。
2012年7月、FCホヴェルラ・ウージュホロドに期限付き移籍。7月14日のFCチョルノモレツ・オデッサ戦でウクライナ・プレミアリーグデビューを果たした。
ディナモ・キーウ復帰後、2013年8月18日のSCタフリヤ・シンフェロポリ戦で念願のトップチームデビューを飾った。
2017年8月2日、ベルギーのKVコルトレイクに移籍。
2018年4月、RSCアンデルレヒトに4年契約で移籍。
2021年8月11日、MOLフェヘールヴァールFCに移籍。

### 代表
2014年3月5日、アメリカ合衆国代表とのフレンドリーマッチでウクライナ代表デビューを飾った。

## タイトル
ディナモ・キーウ
- ウクライナ・プレミアリーグ: 2014-15, 2015-16
- ウクライナ・カップ: 2013-14, 2014-15